# Menthonnex-en-Bornes
Menthonnex-en-Bornes är en kommun i departementet Haute-Savoie i regionen Auvergne-Rhône-Alpes i sydöstra Frankrike. Kommunen ligger i kantonen Cruseilles som tillhör arrondissementet Saint-Julien-en-Genevois. År 2022 hade Menthonnex-en-Bornes 1 109 invånare.

## Befolkningsutveckling
Antalet invånare i kommunen Menthonnex-en-Bornes
| Referens: INSEE |